# Retiro (Chili)
Pour les articles homonymes, voir Retiro.
Retiro est une commune du Chili faisant partie de la province de Linares, elle-même rattachée à la région du Maule.

Position de Retiro (en rouge) au sein de la région du Maule.